# 福崎和広
福崎 和広（ふくざき かずひろ、1956年7月25日 - ）は、日本の俳優。東京都出身。身長168cm、体重78kg、血液型はO型。現在の芸名は福崎 量啓（読み方は同じ）。

## 経歴
子役時代から『コメットさん』などの特撮ドラマや『俺たちは天使だ!』などのコメディ、更に『太陽にほえろ!』『Gメン'75』での犯人役など、実力派のバイプレーヤーとしてテレビドラマや舞台・映画など多くの作品で幅広い役柄を演じ、現在に至る。

## 出演

### 映画
- 戦争と人間（1970年） - 大塩雷太
- 海軍特別年少兵（1972年） - 宮本平太
- ルパン三世 念力珍作戦（1974年） - 殺し屋・仁土露栗千
- 大空のサムライ（1976年） - 前田二飛曹[2]
- 姿三四郎（1977年） - 人力車の俥夫・留
- ダイナマイトどんどん（1978年） - 一六
- ブルークリスマス（1978年） - 喫茶店の店員
- 近頃なぜかチャールストン（1981年） - タクシー運転手

### テレビドラマ
- コメットさん 第1期 第54話「ミクロ人間SOS!!」（1968年、TBS / 国際放映） - 正作
- 戦え! マイティジャック 第2話「ミニミニ島を爆破せよ」（1968年、CX / 円谷プロ） - ペコ
- ある日曜日（1968年）
- 青空にとび出せ!（1969年、TBS）
- 柔道一直線（1969年、TBS）
- 時間ですよ（1970年、TBS）
- 男は度胸（1970年、NHK）
- 日本怪談劇場 第1話「怪談 蚊喰鳥」（1970年、12CH） - 善竜
- 春の坂道（1971年、NHK大河ドラマ） - 佐野主馬
- ハレンチ学園（1971年、12ch）
- 泣くな青春（1972年 - 1973年、CX / 東宝） - 鶴吉
- 剣客商売 第20話「男まさり」（1973年、CX / 東宝 / 俳優座） - 千太（掏摸） 役
- 太陽にほえろ!（東宝 / NTV）
  - 第31話「お母さんと呼んで」（1973年） - 誘拐犯 役
  - 第56話「その灯を消すな!」（1973年） - 土谷実
  - 第110話「走れ! 猟犬」（1974年） - 柴田刑事と仲良くなるヒッピー
  - 第204話「厭な奴」（1976年）
  - 第551話「すご腕ボギー」（1983年） - ジン
  - 第699話「優しさごっこ」（1986年） - 園芸店店員[注釈 1]
- 幡随院長兵衛お待ちなせえ 第7話「俎の上の鯉」（1974年、MBS）
- 日本沈没 第19話「さらば・函館の町よ」（1975年、TBS） - カズオ
- もうひとつの春（1975年）
- 火曜日のあいつ（1976年） - 五郎
- 赤い衝撃（1976年、TBS）
- 銀河テレビ小説（NHK）
  - オリンポスの果実（1977年） - 森
- 白い荒野（1977年、TBS）
- ひまわりの家（1977年）
- 赤い絆（1977年-1978年）
- 破れ奉行 第14話「河童のわび証文」（1977年） - 五利武平
- 赤とんぼ（1978年）
- 土曜ワイド劇場　幽霊列車（1978年）
- コメットさん 第2期（1978年 - 1979年、TBS / 国際放映） - 江藤三吉
- 俺たちは天使だ!（1979年、NTV） - 坪井 
  - 第12話「運が良ければキッスができる」
  - 第18話「運が良ければ次期社長」
- Gメン'75（TBS）
  - 第286話「スカート切り裂き魔」（1980年） - 長尾豊
  - 第300話「盗まれた女たち」、第301話「盗まれた女たち part-2」（1981年） - 川村 （銀行強盗団メンバー）
  - 第311話「裸の女の死体を運ぶ刑事」（1981年） - 松永
  - 第325話「帰って来たラーメン屋刑事」（1981年） - カズオ
- 七人の刑事 第67話（1979年）
- 特捜最前線（ANB / 東映）
  - 第166話「それは、職務質問から始まった!」（1980年） - 西松
  - 第298話「カナリヤを飼う悪徳刑事!」（1983年） - 小宮
- 噂の刑事トミーとマツ（大映テレビ / TBS）
  - 第1シリーズ（1980年）
    - 第40話「OH NO! 悪い予感は必ず当る」 - サブ
    - 第50話「トミマツもん絶! 花嫁が消えた」 - 誘拐犯
    - 第53話「夜更けのタンゴは死のタンゴ」 - 石月(スリ)の相棒

  - 第2シリーズ（1982年）
    - 第9話「行けゆけ! 忍者トミコちゃん」 - 川村浩二
    - 第41話（最終回）「もう嫌だ! コンビ解消独立します」 - 大田原健一
- 俺はおまわり君 第11話（1981年、NTV）
- 秘密のデカちゃん（1981年、TBS / 大映テレビ）
  - 第1話「秘密ヒミツ! 今夜の出来ごと」 - ケン
  - 第12話「憧れの新婚旅行 そうは問屋が…?」 - 殺し屋（アニキ）
- 西部警察 第92話「幻の警視総監賞」（1981年、ANB / 石原プロ） - 大熊
- 茜さんのお弁当（1981年）
- 笑顔泣き顔ふくれ顔（1982年、CX）
- 大江戸捜査網（12ch / 三船プロ）
  - 第444話「祭りに咲いた夫婦花」（1980年） - 辰
  - 第454話「無情 巾着切りの涙」（1980年） - 勝次
  - 第479話「死神に出会った色事師」（1981年） - 伍助
  - 第640話「隠密同心暁に去る」（1984年） - 多吉
- 文吾捕物帳 第22話「皆殺しの赤い罠」（1982年、ANB / 三船プロ） - 末吉
- 不良少女とよばれて（1984年、TBS） - 大磯杜夫
- 事件記者チャボ! 第23話「チャボの長～い長～い一日!」（1984年、NTV / ユニオン映画） - 広岡教諭
- 誇りの報酬 第23話「潜行して敵を撃て!」（1986年、NTV / 東宝） - 島田組構成員
- 火曜サスペンス劇場 （NTV）
  - 浅見光彦ミステリーシリーズ
    - 「平家伝説殺人事件」（1987年9月8日） - 品川署刑事
    - 「天城峠殺人事件」（1987年12月1日） - 出版社カメラマン
    - 「佐渡伝説殺人事件」（1988年4月12日） - 刑事
    - 「美濃路殺人事件」（1988年9月13日） - 週刊誌カメラマン
    - 「越後路殺人事件」（1989年1月10日） - 週刊誌カメラマン
    - 「備後路殺人事件」（1990年1月16日） - 誤認逮捕される男
- ハロー!グッバイ （1989年、NTV） - 屋台のよねちゃん
- 地方記者・立花陽介15 能登輪島通信局（2000年）
- 乱歩賞作家サスペンス「遮断機の下りる時」（1989年4月17日、KTV / ユニオン映画）
- 月曜ドラマスペシャル カードGメン・小早川茜5 黒いデータ（2003年、TBS）